# Epidius brevipalpus
Epidius brevipalpus là một loài nhện trong họ Thomisidae.
Loài này thuộc chi Epidius. Epidius brevipalpus được Eugène Simon miêu tả năm 1903.